# Hội đồng Nhân dân Tối cao
Hội đồng Nhân dân Tối cao hay còn được gọi Hội nghị Nhân dân Tối cao (SPA; tiếng Triều Tiên: 최고인민회의; McCune–Reischauer: Ch’oego Inmin Hoeŭi; Hán Việt: Tối cao Nhân dân Hội nghị) là quốc hội đơn viện của Cộng hòa Dân chủ Nhân dân Triều Tiên. Cơ quan này gồm mỗi đại biểu từ 687 đơn vị bầu cử, được bầu với nhiệm kỳ 5 năm.
Hiến pháp công nhận Đảng Lao động Triều Tiên là đảng lãnh đạo của nhà nước. Đảng Lao động do Kim Jong-un lãnh đạo, lãnh đạo CHDCND Triều Tiên trong một liên minh độc quyền với Đảng Dân chủ Xã hội và Đảng Thanh hữu Thiên Đạo được gọi là Mặt trận Dân chủ Thống nhất Tổ quốc. Các cuộc bầu cử được tổ chức trong khoảng thời gian 5 năm, lần gần đây nhất diễn ra vào năm 2019.
Mặc dù Hội đồng Nhân dân Tối cao là cơ quan lập pháp chính của CHDCND Triều Tiên, nhưng thường ủy quyền cho Ủy ban Thường vụ nhỏ hơn và quyền lực hơn, được chọn từ các thành viên của nó.
Sau cuộc bầu cử đầu năm 2019, Nghị trưởng Hội đồng Nhân dân Tối cao hiện nay là ông Pak Thae Song. Và Ủy viên trưởng Ủy ban Thường vụ Hội đồng Nhân dân Tối cao là ông Choe Ryong-hae

## Lịch sử
Theo Hiến pháp 1972, số ghế trong quốc hội là 655. on số này đã được tăng lên 687 sau cuộc bầu cử năm 1986.
Năm 1990, thành phần của Hội đồng Nhân dân Tối cao có 601 ghế do Đảng Lao động nắm giữ, 51 ghế của Đảng Dân chủ Xã hội, 22 ghế của Đảng Thanh hữu Thiên Đạo và 13 độc lập.
Hội nghị cuối cùng trong chính quyền của Kim Il-sung diễn ra vào tháng 4 năm 1994, ba tháng trước khi ông qua đời. Rồi trong suốt thời gian để tang, hội đồng không họp, bầu cử cũng không. Cuộc họp tiếp theo được triệu tập vào tháng 9 năm 1998, bốn năm sau khi Kim Il-sung qua đời.
Kim Jong-il đã không phát biểu tại phiên họp đầu tiên của Hội đồng Nhân dân Tối cao lần thứ 10 vào năm 1998. Thay vào đó, các thành viên đã nghe bài phát biểu được ghi âm của cố lãnh đạo Kim Nhật Thành, được thực hiện tại phiên họp đầu tiên của Hội đồng Nhân dân Tối cao thứ 9, trong năm 1991. Vị thế được nâng cao của Quân đội Nhân dân Triều Tiên đã được dự đoán trước bởi cuộc bầu cử Hội đồng Nhân dân Tối cao tháng 7 năm 1998, khi 101 quan chức quân đội được bầu trong số 687 đại biểu. Đây là một sự gia tăng lớn so với 57 quan chức quân đội được bầu trong Hội đồng Nhân dân Tối cao lần thứ 9 vào năm 1990.
Kim Yong-nam giữ chức Chủ tịch Đoàn Chủ tịch Hội đồng Nhân dân Tối cao từ năm 1998 đến năm 2019. Pak Thae-song là Nghị trưởng, Trong khi Pak Chol-min và Pak Kum-hui là Phó Nghị trưởng.
Ngày 14 tháng 4 năm 2012, trong kỳ họp thứ năm của Hội nghị Nhân dân Tối cao khóa 12, Kim Jong Un được bầu làm lãnh đạo tối cao của đất nước. Phát biểu tại phiên họp Hội đồng Nhân dân Tối cao, Kim Yong-nam, Chủ tịch Đoàn Chủ tịch Hội đồng Nhân dân Tối cao cho biết việc Kim Jong-un được bầu vào vị trí hàng đầu của CHDCND Triều Tiên phản ánh "mong muốn nhiệt thành và ý chí đồng lòng của tất cả các đảng viên, quân nhân và những người khác". Vị thế lãnh đạo của ông đã được tái khẳng định khi ông được bầu không ứng cử vào ngày 9 tháng 3 năm 2014. Kim Jong-un được đề cử đại diện cho quận của ông, biểu tượng núi Paekdu, trong bầu cử. Theo các quan chức chính phủ, các cử tri có thể bỏ phiếu đồng ý hoặc không, với tất cả các phiếu hợp lệ.
Năm 2017, Hội nghị đã thành lập Ủy ban Ngoại giao trực thuộc. Điều này có thể hữu ích cho đối thoại quốc tế với các nghị viện khác, trong khi các kênh ngoại giao khác bị chặn. Ngày 11 tháng 4 năm 2019, Choe Ryong-hae được bổ nhiệm làm Chủ tịch Đoàn Chủ tịch (tới năm 2021 đổi tên thành Ủy viên trưởng Ủy ban Thường vụ).

### Các khóa
| I          | 572 | 02/09/1948 | 18/09/1957 | 9 năm, 16 ngày  |
| II         | 215 | 18/09/1957 | 22/10/1962 | 5 năm, 34 ngày  |
| III        | 383 | 22/10/1962 | 14/12/1967 | 5 năm, 53 ngày  |
| IV         | 457 | 14/12/1967 | 12/12/1972 | 4 năm, 364 ngày |
| V          | 541 | 12/12/1972 | 15/12/1977 | 5 năm, 3 ngày   |
| VI         | 579 | 15/12/1977 | 05/04/1982 | 4 năm, 111 ngày |
| VII        | 615 | 05/04/1982 | 29/12/1986 | 4 năm, 268 ngày |
| VIII       | 655 | 29/12/1986 | 24/05/1990 | 3 năm, 146 ngày |
| IX         | 687 | 24/05/1990 | 05/09/1998 | 8 năm, 104 ngày |
| X          | 687 | 05/09/1998 | 03/09/2003 | 4 năm, 363 ngày |
| XI         | 687 | 03/09/2003 | 09/04/2009 | 5 năm, 218 ngày |
| XII        | 687 | 09/04/2009 | 09/04/2014 | 5 năm, 0 ngày   |
| XIII       | 687 | 09/04/2014 | 11/04/2019 | 5 năm, 2 ngày   |
| XIV        | 687 | 11/04/2019 | nay        | 6 năm, 94 ngày  |
| Tham khảo: |     |            |            |                 |

## Bầu cử và thành viên
Theo Hiến pháp Triều Tiên, tất cả công dân từ 17 tuổi trở lên, không phân biệt đảng phái, tôn giáo hay quan điểm chính trị, đủ điều kiện để được bầu vào cơ quan lập pháp và bỏ phiếu trong các cuộc bầu cử.
Tất cả các ứng cử viên được Mặt trận Dân chủ Thống nhất Tổ quốc lựa chọn trong các cuộc họp quần chúng được tổ chức để quyết định ứng cử viên nào sẽ được đề cử và tên của họ chỉ được ghi trên lá phiếu khi đại hội chấp thuận. Mặt trận Dân chủ Thống nhất Tổ quốc là một mặt trận nhân dân do Đảng Lao động Triều Tiên kiểm soát. Những thành phần tham gia khác trong liên minh bao gồm các đảng chính trị hợp pháp trên thực tế khác là Đảng Dân chủ Xã hội Triều Tiên và Đảng Thanh Hữu Thiên Đạo, Tổng hội Liên hiệp người Triều Tiên tại Nhật Bản cũng như nhiều tổ chức thành viên khác bao gồm các nhóm xã hội và nhóm thanh niên, chẳng hạn như: Đoàn Thiếu Niên, Đoàn Thanh niên Yêu nước Xã hội chủ nghĩa, Hội Liên hiệp Phụ nữ Xã hội chủ nghĩa Triều Tiên, và Hội Chữ thập đỏ Triều Tiên.
Chỉ một ứng cử viên đã được Mặt trận Dân chủ Thống nhất Tổ quốc lựa chọn xuất hiện trên lá phiếu. Một cử tri có thể gạch bỏ tên của ứng cử viên để bỏ phiếu chống lại họ, nhưng phải làm như vậy trong phòng đặc biệt mà không có bất kỳ bí mật nào. Sau đó, cử tri phải bỏ lá phiếu của mình vào một ô riêng để bỏ phiếu "không". Bỏ phiếu chống lại một ứng cử viên Mặt trận Dân chủ bị coi là phản quốc; những người phải đối mặt với mất việc làm và nhà ở, cùng với sự giám sát bổ sung. Từ chối bầu cử cũng được coi là một hành động phản quốc.

## Cơ cấu quyền lực
Theo Hiến pháp Triều Tiên 1998, Hội đồng Nhân dân Tối cao là cơ quan quyền lực nhà nước cao nhất, nắm quyền Lập pháp, tức Quốc hội. Quốc hội họp một hoặc hai lần mỗi năm. Quốc hội có các quyền:
1. Phê chuẩn, tu chính Hiến pháp (Hiến pháp được tu chính khi hơn 2/3 đại biểu tán thành.[17][19]);
2. Phê chuẩn, sửa đổi, bổ sung các đạo luật;
3. Phê chuẩn danh sách Ủy ban Thường vụ (상이뮈원회, Sangim Wiwŏnhoe, Thường nhiệm Ủy viên Hội);
4. Quyết định các chính sách cơ bản của nhà nước;
5. Tuyển cử hoặc bãi miễn chức vụ Ủy viên trưởng Hội đồng Quốc phòng (국방위원회 위원장 Kukpang Wiwŏnhoe Wiwŏnjang, Quốc phòng Ủy viên hội Ủy viên trưởng);
6. Tuyển cử hoặc bãi miễn chức vụ Ủy viên trưởng (위원장, Wiwŏnjang, Ủy viên trưởng) của Ủy ban Thường vụ Hội đồng Nhân dân Tối cao;
7. Căn cứ đề nghị của Chủ tịch Hội đồng Quốc phòng, tuyển cử hoặc bãi miễn các vị trí Phó Chủ tịch thứ nhất, Phó Chủ tịch và các Ủy viên Hội đồng Quốc phòng;
8. Tuyển cử hoặc bãi miễn các vị trí Phó Ủy viên trưởng, Phó Ủy viên trưởng danh dự, Tổng thư ký và các Ủy viên Ủy ban Thường vụ Quốc hội;
9. Tuyển cử hoặc bãi miễn chức vụ Thủ tướng (내각총리, Naekak Chongni, Nội các Tổng lý);
10. Căn cứ để cử của Thủ tướng, phê chuẩn các vị trí Phó thủ tướng, các Bộ trưởng và các thành viên khác trong chính phủ;
11. Bổ nhiệm hoặc miễn nhiệm chức vụ Viện trưởng Viện Kiểm sát Tối cao (중앙검찰소 소장, Jungang Keomchalso Sojang, Trung ương Kiểm sát sở Sở trưởng);
12. Tuyển cử hoặc bãi miễn chức vụ Chánh án Tòa án Tối cao (중앙재판소 소장, Jungang Jaepanso Sojang, Trung ương Thẩm phán sở Sở trưởng);
13. Tuyển cử hoặc bãi miễn các chức vụ Chủ tịch, Phó chủ tịch và Ủy viên các Ủy ban chuyên môn của Quốc hội;
14. Thẩm định phê chuẩn các báo cáo phát triển kinh tế quốc gia;
15. Thẩm định phê chuẩn các báo cáo dự toán ngân sách quốc gia;
16. Căn cứ nhu cầu, nghe các báo cáo và kế hoạch của các thành viên Chính phủ;
17. Quyết định phê chuẩn hoặc phế trừ các hiệp ước quốc tế.

## Cơ quan thường trực
Dù Hội đồng Nhân Tối cao là cơ quan lập pháp hàng đầu của CHDCND Triều Tiên, trên thực tế, hai kỳ mỗi năm, Quốc hội được triệu tập, mỗi kỳ chỉ kéo dài vài ngày; thường thì để phê chuẩn những quyết định do lãnh đạo của Đảng Lao động đưa ra.
Trong thời gian giữa các kỳ họp Hội đồng Nhân dân Tối cao, một cơ quan thường trực gọi là Ủy ban Thường vụ (상임위원회, Sangim Wiwŏnhoe,Thường nhiệm Ủy viên Hội) được Quốc hội bầu ra để thực hiện các chức năng lập pháp khi Hội đồng Nhân dân Tối cao không họp.
Ủy ban Thường vụ có các quyền hạn sau đây:
1. Triệu tập Hội đồng Nhân dân Tối cao;
2. Thực hiện công tác lập pháp, sửa đổi, bổ sung văn bản luật trong thời gian Quốc hội không họp;
3. Thẩm tra và phê chuẩn các kế hoạch phát triển kinh tế quốc gia, ngân sách quốc gia trong thời gian Quốc hội không họp;
4. Giải thích Hiến pháp và các văn bản Luật hiện hành;
5. Thực hiện chức năng giám sát nhà nước trong việc thực thi các kế hoạch đã được Quốc hội phê chuẩn;
6. Hướng dẫn các cơ quan địa phương thực hiện các quyết định, chỉ thị của Hiến pháp, Quốc hội, Hội đồng Quốc phòng, Ủy ban thường trực Quốc hội;
7. Thực hiện công tác tổ chức bầu cử đại biểu Quốc hội và các Hội đồng Nhân dân địa phương;
8. Tổ chức công tác cho các đại biểu Quốc hội;
9. Tổ chức công tác cho các ủy viên của các ủy ban chuyên môn của Quốc hội;
10. Bổ nhiệm hoặc giải tán Chính phủ;
11. Căn cứ đề nghị của Thủ tướng, bổ nhiệm, miễn nhiệm các Phó thủ tướng, Bộ trưởng và các thành viên khác của Chính phủ trong thời gian Quốc hội không họp;
12. Bổ nhiệm, miễn nhiệm các thành viên của các Ủy ban chuyên môn của Ủy ban thường trực Quốc hội;
13. Tuyển cử hoặc bãi miễn các chức vụ Thẩm phán và Hội thẩm Nhân dân của Tòa án Tối cao;
14. Phê chuẩn hoặc phế trừ các hiệp ước quốc tế;
15. Quyết định bổ nhiệm hoặc triệu hồi các nhân viên ngoại giao tại nước ngoài;
16. Chế định các huân huy chương, danh hiệu cao quý, hàm ngoại giao cũng như việc phong thưởng nhà nước;
17. Quyết định đại xá hoặc đặc xá;
18. Thiết lập hoặc thay đổi các đơn vị hành chính.

Đứng đầu cơ quan này là một Ủy viên trưởng (위원장, Wiwŏnjang). Người hiện đang giữ chức vụ này là ông Choe Ryong-hae.
Cũng theo Hiến pháp 1998, một số chức năng của vị trí Nguyên thủ quốc gia được trao cho Chủ tịch Đoàn Chủ tịch Hội đồng Nhân dân Tối cao, người về mặt pháp lý là đứng đầu nhà nước và đại diện cho quốc gia, như các trách nhiệm nhận quốc thư từ đại sứ nước ngoài. Tuy nhiên, đây chỉ là chức vụ trên danh nghĩa, vì thực tế Chủ tịch Đảng Lao động Triều Tiên và Chủ tịch Ủy ban Quốc vụ Triều Tiên là Kim Jong-un mới nắm giữ vai trò lãnh đạo cao nhất trên thực tế.
Lần sửa đổi Hiến pháp năm 1998 đã bãi bỏ các chức vụ Chủ tịch Triều Tiên, Ủy ban Nhân dân Trung ương và Ủy ban Thường vụ Hội đồng Nhân dân Tối cao. Trong số các cơ quan này, Đoàn Chủ tịch được coi là cơ quan kế nhiệm của Ủy ban Thường vụ. Năm 2021, Đoàn Chủ tịch được đổi tên trở lại thành Ủy ban Thường vụ, tuy nhiên các quyền hạn được quy định bởi bản sửa đổi hiến pháp trước đó vẫn không thay đổi so với bản Hiến pháp sửa đổi năm 2019. Do đó, có thể nói Ủy ban Thường vụ được thành lập vào năm 2021 hiện nay là sự tiếp nối của Đoàn Chủ tịch, chứ không phải là sự tái lập của cơ cấu Ủy ban Thường vụ cũ tồn tại trước năm 1998.

## Bầu cử
Theo Hiến pháp Triều Tiên hiện tại (2010), mọi công dân từ 17 tuổi trở lên, bất kể đảng phái, quan điểm chính trị hay tôn giáo đều đủ tư cách được bầu vào Hội đồng Nhân dân Tối cao. Các ứng cử viên Hội đồng Nhân dân Tối cao đều do Mặt trận Dân chủ Thống nhất Tổ quốc tổ chức các cuộc hiệp thương và chọn lựa ra.
Về danh nghĩa, Mặt trận là tập hợp chính trị do Đảng Lao động Triều Tiên lãnh đạo, và có sự tham gia của các chính đảng hợp pháp khác là Đảng Dân chủ Xã hội Triều Tiên và Đảng Thanh hữu Thiên Đạo, Tổng hội Liên hiệp người Triều Tiên tại Nhật Bản cũng như các cơ quan xã hội khác như Phong trào tiên phong, Đoàn Thanh niên Yêu nước Xã hội chủ nghĩa, Hội liên hiệp phụ nữ Triều Tiên, Hội Chữ thập đỏ Cộng hòa Dân chủ Nhân dân Triều Tiên
.
Các ứng viên Triều Tiên trong danh sách bầu cử thuộc các tầng lớp công nhân, nông dân, trí thức và binh sĩ. Theo quy định, chỉ có một ứng viên duy nhất đăng ký cho mỗi khu vực bầu cử.
Trên thực tế, các ứng cử viên Hội đồng Nhân dân Tối cao đều do Đảng Lao động Triều Tiên đề cử, chủ yếu là ứng viên của Đảng Lao động và một số nhỏ từ 2 đảng còn là và một số ứng viên độc lập của các tổ chức xã hội. Mặt trận Dân chủ Thống nhất Tổ quốc chỉ làm nhiệm vụ xác nhận lại về mặt hình thức tư cách chính trị của các ứng viên này.

## Hiện trạng
Năm 1990, Quốc hội Triều Tiên có 601 ghế thuộc Đảng Lao động Triều Tiên, 51 ghế thuộc Đảng Dân chủ Xã hội Triều Tiên, 22 ghế thuộc về Đảng Thanh hữu Thiên Đạo và 13 ghế thuộc các đại biểu độc lập.
Trong cuộc bầu cử tháng 7 năm 1998, 101 sĩ quan quân đội đã được bầu trong số 687 đại biểu quốc hội.
Hội đồng Nhân dân Tối cao hiện nay là Hội đồng Nhân dân Tối cao khóa XIV được bầu vào ngày 10/03/2019, có 687 đại biểu. Trong đó có 607 đại biểu thuộc Đảng Lao động, 50 đại biểu Đảng Dân chủ Xã hội, 20 đại biểu Đảng Thanh hữu Thiên Đạo, 6 đại biểu Tổng liên và 2 đại biểu không đảng phái.

### Lãnh đạo đương nhiệm
Ủy ban Thường vụ Hội đồng Nhân dân Tối cao
- Ủy viên trưởng: Choe Ryong-hae
- Phó Ủy viên trưởng: Yang Hyong Sop, Kim Yong Dae
- Phó Ủy viên trưởng danh dự: Kim Yong Ju
- Tổng thư ký: Thae Hyong Chol (từ tháng 4/2012)

Hội đồng Nhân dân Tối cao
- Nghị trưởng: Pak Thae-song
- Phó Nghị trưởng: Kim Wan Su, Hong Son Ok

## Danh sách lãnh đạo các thời kỳ

### Ủy viên trưởng Ủy ban Thường vụ Hội đồng Nhân dân Tối cao
| STT | Lãnh đạo      | Lãnh đạo                          | Chính đảng                   | Bắt đầu nhiệm kỳ | Kết thúc nhiệm kỳ | Khóa       | Ghi chú |
| --- | ------------- | --------------------------------- | ---------------------------- | ---------------- | ----------------- | ---------- | ------- |
| 1   |               | Kim Tu-bong 김두봉 1889–1958      | Đảng Lao động Bắc Triều Tiên | 08/09/1948       | 20/09/1957        | I          |         |
| 1   | Đảng Lao động | Kim Tu-bong 김두봉 1889–1958      |                              | 08/09/1948       | 20/09/1957        | I          |         |
| 2   |               | Choi Yong-kun 최용건 1900–1976    | Đảng Dân chủ Xã hội          | 20/09/1957       | 23/10/1962        | II         |         |
| 2   | Đảng Lao động | Choi Yong-kun 최용건 1900–1976    |                              | 20/09/1957       | 23/10/1962        | II         |         |
| 2   | 23/10/1962    | Choi Yong-kun 최용건 1900–1976    | 16/11/1967                   | III              |                   |            |         |
| 2   | 16/11/1967    | Choi Yong-kun 최용건 1900–1976    | 28/12/1972                   | IV               |                   |            |         |
| 3   |               | Hwang Jang-yop 황장엽 1923–2010   | Đảng Lao động                | 28/12/1972       | 16/12/1977        | V          |         |
| 3   | 16/12/1977    | Hwang Jang-yop 황장엽 1923–2010   | Đảng Lao động                | 06/04/1982       | VI                |            |         |
| 3   | 06/04/1982    | Hwang Jang-yop 황장엽 1923–2010   | Đảng Lao động                | 07/04/1983       | VII               |            |         |
| 4   |               | Yang Hyong-sop 양형섭 (sinh 1925) | Đảng Lao động                | 07/04/1983       | VII               | 29/12/1986 |         |
| 4   | 29/12/1986    | Yang Hyong-sop 양형섭 (sinh 1925) | Đảng Lao động                | 24/05/1990       | VIII              |            |         |
| 4   | 24/05/1990    | Yang Hyong-sop 양형섭 (sinh 1925) | Đảng Lao động                | 05/09/1998       | IX                |            |         |
| 5   |               | Kim Yong-nam 김영남 (sinh 1928)   | Đảng Lao động                | 05/09/1998       | 03/09/2003        | X          |         |
| 5   | 03/09/2003    | Kim Yong-nam 김영남 (sinh 1928)   | Đảng Lao động                | 09/04/2009       | XI                |            |         |
| 5   | 09/04/2009    | Kim Yong-nam 김영남 (sinh 1928)   | Đảng Lao động                | 09/04/2014       | XII               |            |         |
| 5   | 09/04/2014    | Kim Yong-nam 김영남 (sinh 1928)   | Đảng Lao động                | 11/04/2019       | XIII              |            |         |
| 6   |               | Choe Ryong-hae 최룡해 (sinh 1950) | Đảng Lao động                | 11/04/2019       | nay               | XIV        | [ 27 ]  |

### Nghị trưởng Hội đồng Nhân dân Tối cao
| STT                              | Lãnh đạo | Lãnh đạo                         | Chính đảng    | Bắt đầu nhiệm kỳ | Kết thúc nhiệm kỳ | Khóa          | Ghi chú |
| -------------------------------- | -------- | -------------------------------- | ------------- | ---------------- | ----------------- | ------------- | ------- |
| 1                                |          | Ho Hon 허헌(許憲) (1885-1951)    | Đảng Lao động | 09/1948          | 17/08/1951        | I             |         |
| Bỏ trống (17/08/1951–22/12/1953) |          |                                  |               |                  |                   |               |         |
| 2                                |          | Paek Nam-un 백남운 (1894-1979)   | Đảng Lao động | 1967             | 1972              | IV            |         |
| 3                                |          | Han Duk-su 한덕수 (1907-2001)    | Đảng Lao động | 1972             | 1986              | V VI VII XIV  |         |
| 4                                |          | Choe Thae-bok 최태복 (sinh 1930) | Đảng Lao động | 05/09/1998       | 11/04/2019        | X XI XII XIII |         |
| 5                                |          | Pak Thae-song 박태성 (sinh 1955) | Đảng Lao động | 11/04/2019       | nay               | XIV           |         |